# Un chien andalou - Un cane andaluso
Un chien andalou è un cortometraggio del 1929 scritto, prodotto ed interpretato da Luis Buñuel e Salvador Dalí, e diretto dal solo Buñuel. È considerato il film più significativo del periodo del cinema surrealista.
Prodotto in Francia nel 1928, ha le sue radici nel movimento cinematografico francese dell'avanguardia surrealista dell'epoca e si pone al contempo come critica verso movimenti precedenti, come il dadaismo, contro il quale contrappone la presenza di un contenuto, oltre al solo uso delle immagini originali e sorprendenti.
Nel 1960, sotto la direzione di Buñuel, è stata aggiunta una colonna sonora al film. Buñuel ha usato la stessa musica che eseguì (usando registrazioni fonografiche) alla proiezione del 1929: il Liebestod dal Tristano e Isotta di Richard Wagner e due tango argentini.

## Analisi delle scene
Il film è un susseguirsi di scene senza apparente connessione, che causa nello spettatore l'impressione di assistere alla messa in scena di un delirio onirico. In realtà vi sono contenuti significati molto profondi, leggibili alla luce della psicoanalisi, che sono stati oggetto di numerosi studi.
La primissima scena è una delle più terrificanti dell'intera storia del cinema: il regista stesso, dopo aver guardato la luna, affila un rasoio e si avvicina a una donna seduta alla quale tiene ben aperto l'occhio sinistro; nella inquadratura successiva taglia l'occhio in due (in realtà un trucco di montaggio, col taglio dell'occhio di un vitello morto). La scena è emblematica della rivoluzione visiva surrealista, che intende squarciare l'occhio dello spettatore per fargli vedere, anche a costo di grandi sofferenze, tutto quello che non ha mai visto e forse non ha mai voluto vedere. Buñuel compie comunque due operazioni - tagliare e osservare - interpretabili anche come azioni fondamentali per qualsiasi regista nella fase di montaggio di un film.
Le didascalie sono cinque e completamente fuorvianti. Indicano momenti (c'era una volta, otto anni dopo, alle tre del mattino, sedici anni prima, in primavera) completamente slegati da quello che viene mostrato: sembrano suggerire un andamento ciclico della storia o comunque al di fuori del tempo, secondo uno schema che mira a costruire una situazione eterna e universale.
Il tema del film è quello di un uomo e una donna attratti reciprocamente da una pulsione erotica intensa e violenta (tra le prime rappresentazioni cinematografiche di una sensualità così esplicita), ma una serie di situazioni e figure si interpongono fra i due. Le visioni sembrano scaturire dall'inconscio più profondo dell'uomo (ricordi di scuola, il doppio, la scatola con gli oggetti cari), mentre la donna è quella che guarda, attende e cerca l'uomo, ma quando viene toccata lo respinge con orrore.
All'inizio l'uomo va in bicicletta, mentre una donna sta leggendo un libro in una casa, per poi buttarlo via: l'inquadratura mostra una pagina con La merlettaia di Vermeer, un simbolo della femminilità casalinga e tradizionale. La donna si affaccia alla finestra e vede l'uomo in bicicletta che passa e cade proprio davanti alla sua porta. Allora scende e, trovandolo ancora immobile, con una misteriosa scatola a righe al collo, lo soccorre e lo bacia. Tornata in casa apre la scatola a righe e vi trova una cravatta a righe, avvolta in carta anch'essa a righe, che ella mette in un colletto di cartone, ricreando sul letto la forma dell'uomo con i suoi abiti distesi. Si siede poi ad aspettare guardando il letto finché non si accorge dell'uomo nella stanza. Lui si sta guardando la mano, al centro della quale si trova un foro dal quale escono formiche (un'immagine che Dalí disse di aver sognato). Anche la donna si avvicina, allora sovvengono immagini sessuali (peluria di ascella, paragonata a un riccio di mare).
La scena successiva mostra un personaggio androgino, vestito da uomo ma dai tratti femminili, che per strada, in mezzo a una folla curiosa allontanata a stento da un poliziotto, tocca con un bastone una mano mozza. L'uomo e la donna guardano dalla finestra. L'androgino tiene in mano la stessa scatola a righe dell'uomo, per cui rappresenta forse una sua proiezione di femminilità. L'androgino resta solo con la scatola in mezzo alla strada e macchine gli passano vicino, finché una non lo investe, sorprendendo l'uomo. A quel punto lui è preso da un raptus sessuale e si dirige verso la donna, immobilizzandola contro un muro e toccandole con insistenza i seni, che lui immagina nudi, facendo un'espressione di intensa libido animalesca (arriva anche a sbavare). I seni diventano poi natiche nude e poi ancora seni, finché lei non lo respinge scappando per la stanza. Lui la insegue finché lei non resta in un angolo, minacciandolo con una racchetta. Allora lui inizia ad avvicinarsi malizioso, ma nell'incedere deve raccogliere due corde e trainare un misterioso fardello, che si scopre essere composto da due tavole che sembrano quelle dei Dieci Comandamenti, due pianoforti con sopra una carcassa putrefatta d'asino ciascuno, ai quali sono legati anche alcuni preti distesi (simbolo dei freni alla sessualità posti dalla Chiesa e dalla società). Uno dei due preti era interpretato da Dalí, ma poi nella scena montata fu sostituito da un altro attore; per un errore, però, è possibile vedere Dalí per pochi fotogrammi la prima volta che vengono inquadrati i due preti.
La donna allora fugge e blocca nella porta la mano dell'uomo, dalla quale escono ancora le formiche. Poco dopo lei lo rivede nel letto malato, con la scatola a righe al collo. Un altro uomo viene a fare visita e suona un campanello (che ha il rumore di uno shaker, mostrato nell'inquadratura successiva). Entra e si avventa contro l'uomo malato e poco dopo si scopre che è la stessa persona. Crudelmente l'uomo strappa all'alter ego malato la scatola e tutti gli accessori della sua vita precedente, scaraventandoli fuori dalla finestra. Poi l'alter-ego mette l'uomo in castigo e lo fa tornare sui banchi di scuola, commiserandolo. Mentre fa per andare via, l'uomo blocca l'alter ego e lo elimina sparandogli. Esso muore allora all'aperto, aggrappandosi alla schiena di una donna.
L'uomo liberato passeggia allora all'aperto con un amico e viene invitato a vedere l'uomo ucciso, che viene poi portato via in una sorta di corteo funebre.
La donna torna a casa e vede sul muro il simbolo macabro della farfalla Sfinge testa di morto, con il teschio sul corpo. Si trova davanti l'uomo e lo sgrida, ma lui ha perso la bocca: al suo posto ha i peli d'ascella, che lei non ha più. Lei se ne va offesa, facendo la linguaccia e i due si ritrovano sul mare. Adesso è lei a cercare l'uomo, ma lui sembra distaccato, le mostra solo l'orologio. Lei allora lo bacia e lui si riscalda, abbracciandola. Iniziano allora a passeggiare finché l'uomo non nota sulla riva i resti della scatola a righe e gli oggetti della sua vita passata, che scansa ridendoci su. I due s'incamminano allora abbracciati e felici, ma l'ultima scena (Au printemps) è demoralizzante: i due sono sepolti fino ai gomiti nella sabbia e sono vicini ma immobili, impossibilitati a toccarsi.

## Critica
Il film ha l'obiettivo di provocare un impatto morale sullo spettatore attraverso l'aggressività delle immagini, offensive per l'epoca.
È una temperie di assurdità, oniricità, stranezze, creatività che i surrealisti utilizzano per evidenziare l'inafferrabilità dell'esistenza e quindi la sua intrinseca meravigliosità.
I critici hanno suggerito che Un chien andalou può essere compreso come un tipico pezzo buñueliano antiborghese e anticlericale. L'uomo che trascina il piano, gli asini e i preti è stato interpretato come un'allegoria del progresso dell'uomo verso il suo obiettivo che viene ostacolato dal peso delle convenzioni della società che è costretto a sopportare.

## Influenza nella cultura di massa
Il film è stato citato in numerosissime opere.
Durante il suo tour del 1976 David Bowie usò questo film come atto di apertura.
Un'immagine tratta dalla scena dell'occhio tagliato è presente nella locandina del quarantesimo Torino Film Festival assieme ad altri soggetti cinematografici di culto.